# Kambodjanska köket

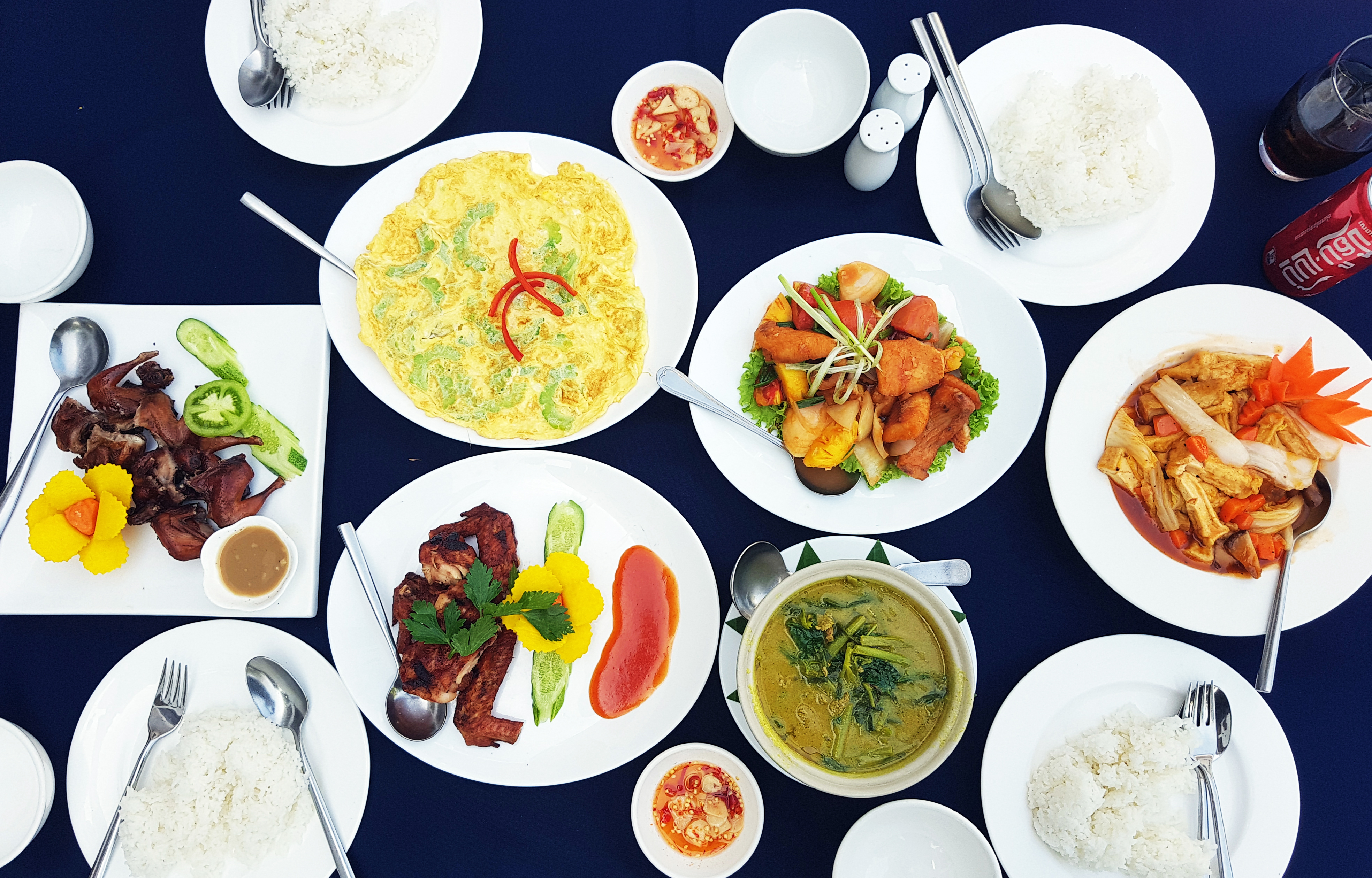
Några maträtter från det kambodjanska köket.

Det kambodjanska köket är den matkultur och de mattraditioner som finns i Kambodja. Det uppvisar influenser från det thailändska köket. Det är vanligt med curryrätter, ris är en viktig del och fisksås är en smaksättare som används till mycket. Exempel på kambodjanska maträtter är frukostsoppan Soupe chinoise och Phoat khsat (kungligt ris) som är en blandning av ris, räkor, fläsk och kyckling.